# Benk (Bindlach)

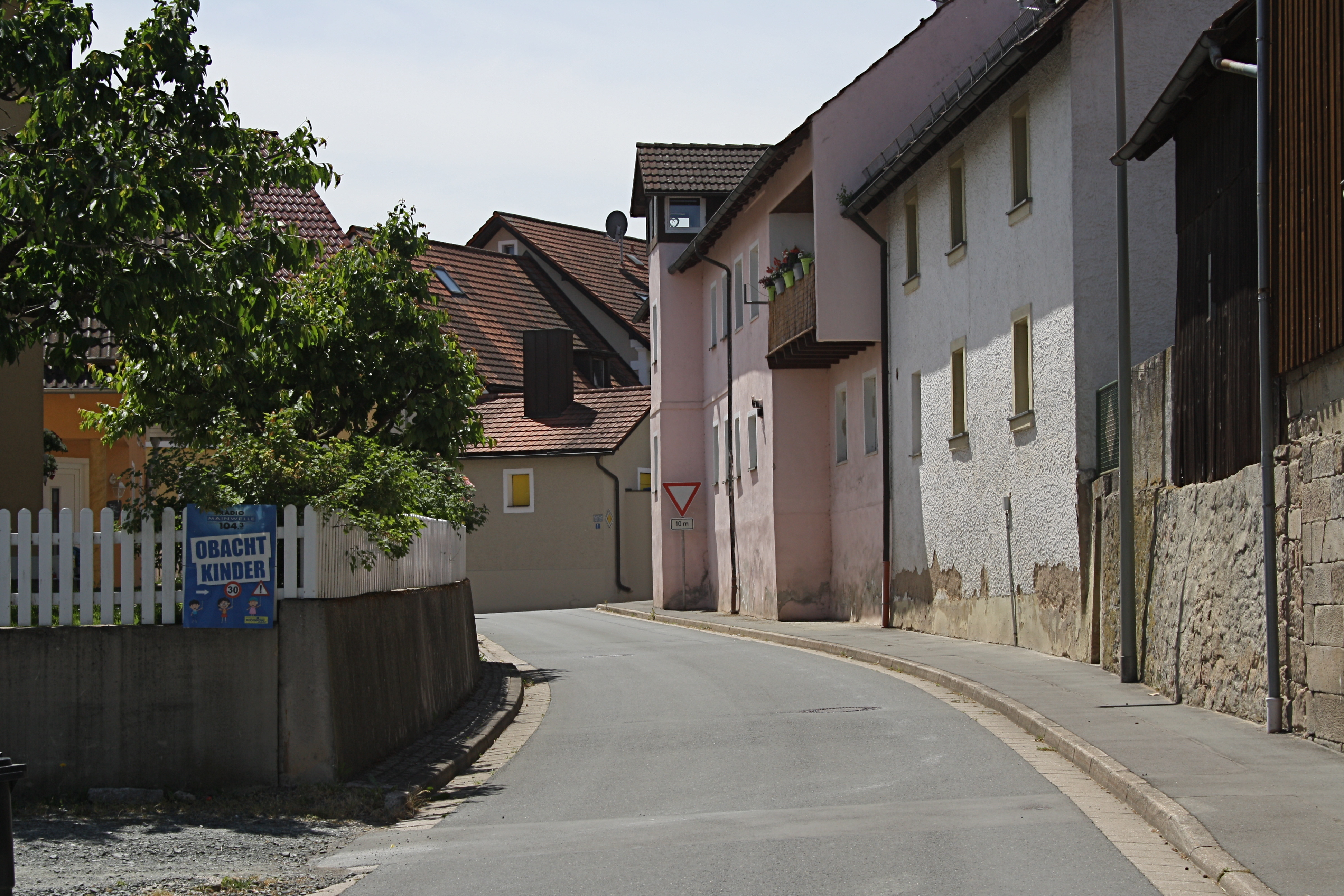
Lanzendorfer Straße im oberen Ortsteil

Benk ist ein Gemeindeteil der Gemeinde Bindlach im oberfränkischen Landkreis Bayreuth. Die Gemarkung Benk hat eine Fläche von 10,514 km². Sie ist in 1433 Flurstücke aufgeteilt, die eine durchschnittliche Fläche von 7336,78 m² haben. In ihr liegen neben dem namensgebenden Ort die Gemeindeteile Bindlacher Berg, Deps, Friedrichshof, Katzeneichen und Schrot.

## Geographie

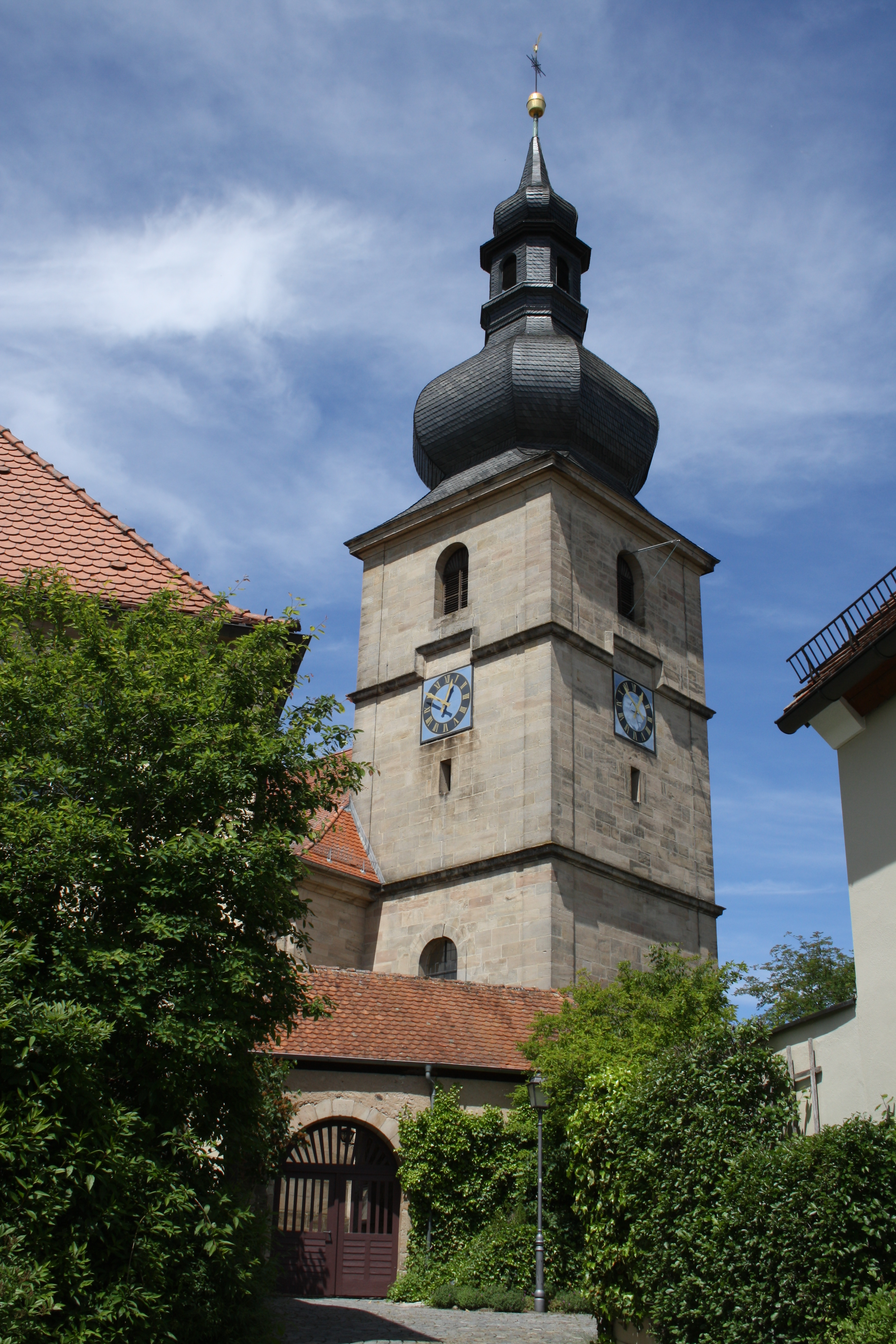
Turm und Torhaus der Kirche Sankt Walburga

Das Pfarrdorf Benk liegt bei Bad Berneck am Rand des Fichtelgebirges, oberhalb und im Tal des Benker Bachs. Der Ort wird von der Staatsstraße 2460 tangiert, die nach Neudorf (2,1 km nordöstlich) bzw. nach Röhrig verläuft (2,6 km südlich). Gemeindeverbindungsstraßen verlaufen nach Schrot (0,9 km nördlich), nach Deps (1 km südöstlich) und zur Kreisstraße BT 46 bei der Anschlussstelle 40b (Bindlacher Berg) der Bundesautobahn 9 (1,1 km westlich).

## Geschichte
Benk entwickelte sich vermutlich im 8. Jahrhundert aus verschiedenen slawischen Ansiedlungen, worauf verschiedene Ortsnamen hindeuten. Bis 1365 gehörte das Dorf zur Pfarrgemeinde Marktschorgast. 1749 wurde die heutige Kirche Sankt Walburga geweiht, die im Bereich des Turms aber älter ist. Sie gilt als ein Kleinod des Rokoko und ist vollständig von einer Friedhofsmauer mit einem Torhaus aus dem Jahr 1703 umgeben.
Gegen Ende des 18. Jahrhunderts gab es in Benk 27 Anwesen. Die Hochgerichtsbarkeit stand dem bayreuthischen Stadtvogteiamt Bayreuth zu. Die Dorf- und Gemeindeherrschaft hatte das Hofkastenamt Bayreuth. Grundherren waren das Hofkastenamt Bayreuth (3 Höfe, 11 Halbhöfe, 8 Sölden, 1 Wirtshaus mit Bräu- und Mulzhaus, 1 Gemeindeschmiede, 1 Hirtenhaus) und die Pfarrei Benk (2 Söldengüter).
Von 1797 bis 1810 unterstand der Ort dem Justiz- und Kammeramt Bayreuth. Nachdem im Jahr 1810 das Königreich Bayern das Fürstentum Bayreuth käuflich erworben hatte, wurde Benk bayerisch. Infolge des Gemeindeedikts wurde 1812 der Steuerdistrikt Benk gebildet. Außer dem Hauptort gehörten hierzu Deps, Doebitsch, Dressendorf, Forthof und Katzeneichen. Zugleich entstand die Ruralgemeinde Benk, zu der Doebitsch gehörte. Sie war in Verwaltung und Gerichtsbarkeit dem Landgericht Bayreuth zugeordnet und in der Finanzverwaltung dem Rentamt Bayreuth (1919 in Finanzamt Bayreuth umbenannt). Mit dem Gemeindeedikt von 1818 wurde Deps mit Katzeneichen eingemeindet. Etwas später wurde auf dem Gemeindegebiet Hermannsthal und Schrot gegründet. Ab 1862 gehörte Benk zum Bezirksamt Bayreuth (1939 in Landkreis Bayreuth umbenannt). Die Gerichtsbarkeit blieb beim Landgericht Bayreuth (1879 in Amtsgericht Bayreuth umgewandelt). Die Gemeinde hatte 1964 eine Gebietsfläche von 11,269 km². In der ersten Hälfte des 20. Jahrhunderts wurde auf dem Gemeindegebiet Friedrichshof gegründet. Am 1. Mai 1976 wurde Doebitsch nach Bad Berneck umgemeindet. Im Zuge der Gebietsreform in Bayern wurde die Gemeinde Benk am 1. Januar 1978 nach Bindlach eingemeindet.
Dem Bericht Zur Kriegschronik des Pfarramts Benk ist zu entnehmen, dass im Dezember 1944 die ersten Flüchtlinge aus dem Saargebiet in Benk eintrafen und bei örtlichen Bauernfamilien untergebracht wurden. Im Februar 1945 habe sich dann ein wahrer Flüchtlingsstrom aus den Ostgebieten über das Dorf ergossen. Anfang März wurden Soldaten der Wehrmacht in Benk einquartiert, russische Kriegsgefangene wurden in Scheunen untergebracht. Vom Bordwaffenbeschuss US-amerikanischer Tiefflieger auf den nahen Fliegerhorst Bindlach blieb Benk weitgehend verschont. Am 10. April verließen die deutschen Soldaten den Ort, auf dessen Kirchturm am Abend des 14. April eine weiße Fahne aufgezogen wurde. Tags darauf zogen Soldaten der US-Armee, ohne auf Widerstand zu stoßen, in Benk ein.

### Baudenkmäler
- Hans-Raithel-Straße 23: Einhemmstelle[14]
- Hans-Raithel-Straße 45: Pfarrhaus[14]
- Kirchenring 9: Pfarrkirche St. Walburga[14]
- Steinkreuz[14]

Ehemalige Baudenkmäler
- Haus Nr. 29: erdgeschossiger Wohn- und Stallbau von „1816“ (Jahrzahl im Türschlussstein) aus Sandsteinquadern; verzahnte Eckquaderung, im zweigeschossigen Giebel geohrte Fensterrahmungen und sehr dekorative Fensterschürzen[15]
- Haus Nr. 30: Gasthof zur Sonne. Zweigeschossiger verputzter Massivbau, Ende des 17./18. Jahrhunderts; drei zu fünf Achsen, Sandsteingewände von Fenster und Tür mit breiter Fase[15]

### Einwohnerentwicklung

#### Gemeinde Benk
| Jahr      | 1822  | 1840   | 1852   | 1855   | 1861   | 1867   | 1871   | 1875   | 1880   | 1885   | 1890   | 1895   | 1900   | 1905   | 1910   | 1919   | 1925   | 1933   | 1939   | 1946   | 1950   | 1952   | 1961   | 1970   |
| Einwohner | 337   | 539    | 527    | 517    | 537    | 573    | 581    | 559    | 628    | 585    | 572    | 538    | 526    | 526    | 526    | 537    | 528    | 478    | 489    | 662    | 804    | 651    | 568    | 522    |
| Häuser    | 57    |        |        |        |        |        | 86     |        |        | 88     | 87     |        | 88     |        |        |        | 85     |        |        |        | 98     |        | 102    |        |
| Quelle    | [ 8 ] | [ 17 ] | [ 17 ] | [ 17 ] | [ 18 ] | [ 19 ] | [ 20 ] | [ 21 ] | [ 22 ] | [ 23 ] | [ 24 ] | [ 17 ] | [ 25 ] | [ 17 ] | [ 26 ] | [ 17 ] | [ 27 ] | [ 17 ] | [ 17 ] | [ 17 ] | [ 28 ] | [ 17 ] | [ 10 ] | [ 29 ] |

#### Ort Benk
| Jahr      | 001819 | 001822 | 001861 | 001871 | 001885 | 001900 | 001925 | 001950 | 001961 | 001970 | 001987 | 002017 |
| Einwohner | *221   | 207    | 320    | 325    | 325    | 296    | 279    | 374    | 335    | 304    | 301    | †588   |
| Häuser    |        | 33     |        |        | 48     | 48     | 47     | 54     | 61     |        | 79     |        |
| Quelle    | [ 30 ] | [ 8 ]  | [ 18 ] | [ 20 ] | [ 23 ] | [ 25 ] | [ 27 ] | [ 28 ] | [ 10 ] | [ 29 ] | [ 31 ] | [ 1 ]  |

## Religion
Benk ist Sitz der Pfarrei St. Walburga, die seit der Reformation evangelisch-lutherisch ist.

## Sonstiges
Der Ort ist Namenspate für die Benk-Formation (früher Benker Sandstein), eine lithostratigraphische Formation des Keupers in der Germanischen Trias.